# Verhnoderevecika, Krasnodon
Verhnoderevecika (în ucraineană Верхньодеревечка) este un sat în comuna Verhnoșevîrivka din raionul Krasnodon, regiunea Luhansk, Ucraina.

## Demografie
Componența lingvistică a localității Verhnoderevecika
     Rusă (93,88%)
     Ucraineană (6,12%)
Conform recensământului din 2001, majoritatea populației localității Verhnoderevecika era vorbitoare de rusă (93,88%), existând în minoritate și vorbitori de ucraineană (6,12%).